# 河本家住宅

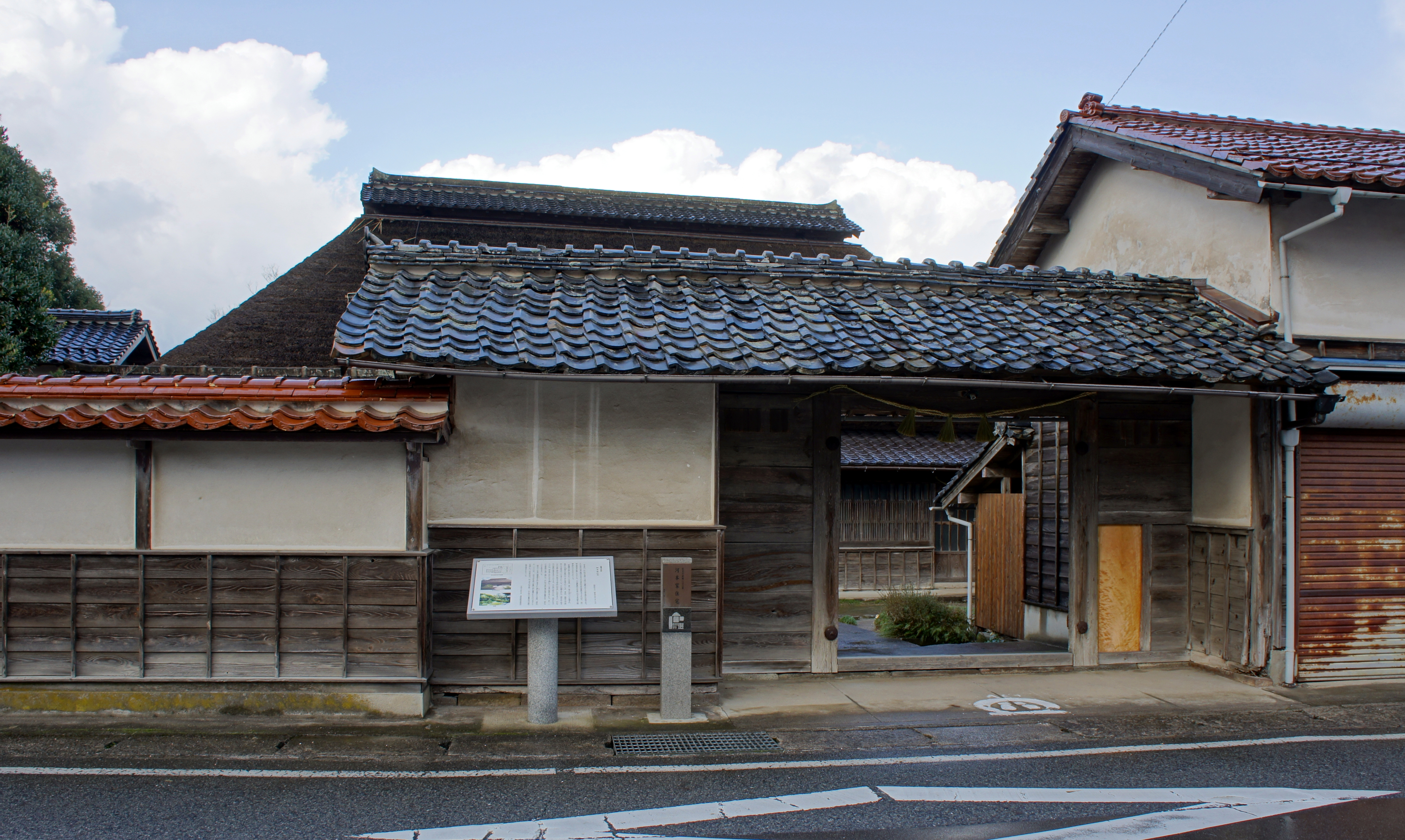
正門

河本家住宅（かわもとけじゅうたく）は鳥取県東伯郡琴浦町にある古民家。

## 概要
江戸時代に伯耆国八橋郡の大庄屋であった河本家の屋敷として建てられた旧家。
1978年（昭和53年）の調査において、主屋（居室部）が建築されたのは1688年（貞享5年）、5代目河本弥三右衛門の時代であったことが判明した。
主屋は居室部と客間部に分かれる。居室部は寄棟造、茅葺で、東半を土間、西半を床上部とし、前述のとおり貞享5年（1688年）の建築である。その西に接続する客間部は宝永4年（1707年）の増築で、切妻造、瓦葺。客間部西端に位置する奥の間は床（とこ）、棚、付書院を設けた書院造風の座敷とする。敷地内には他にも江戸時代建立の土蔵等の付属建物が残り、近世の屋敷構えが良好に保存されている。主屋は17世紀にさかのぼり、山陰地方の民家建築で建築年代の明らかなものとしては最古に属する。付属建物もそれぞれ建立時期が明らかである。
1974年（昭和49年）3月29日に鳥取県の保護文化財、1996年（平成8年）に県民の建物100選に選定され、2010年（平成22年）12月24日に主屋など建造物5棟と宅地が国の重要文化財に指定された。

## 文化財指定
以下の建造物5棟及び土地が国の重要文化財に指定されている。
- 主屋 居室部 - 貞享5年（1688年）、客間部 - 宝永4年（1707年）
- 離れ 文政3年（1820年）
- 味噌蔵及び米蔵 文化3年（1820年）
- 新蔵 天保13年（1842年）
- 土蔵 安永8年（1779年）
- 宅地 6,325.47平方メートル

以下は重要文化財の附（つけたり）指定物件
- 門及び納屋 江戸末期
- 米蔵 明治8年（1875年）
- 大工小屋 明治16年（1883年）
- 家相図1枚 嘉永7年（1854年）